# Cortes de Arenoso
Cortes de Arenoso ist eine Gemeinde (Municipio) mit 311 Einwohnern (Stand: 2024) in der Provinz Castellón in der spanischen autonomomen Region Valencia. 

## Geographie
Cortes de Arenoso liegt etwa 65 Kilometer westnordwestlich der Provinzhauptstadt Castellón de la Plana und etwa 90 Kilometer nordnordwestlich von Valencia im Bezirk Alto Mijares in einer Höhe von ca. 985 m. 

## Sehenswürdigkeiten

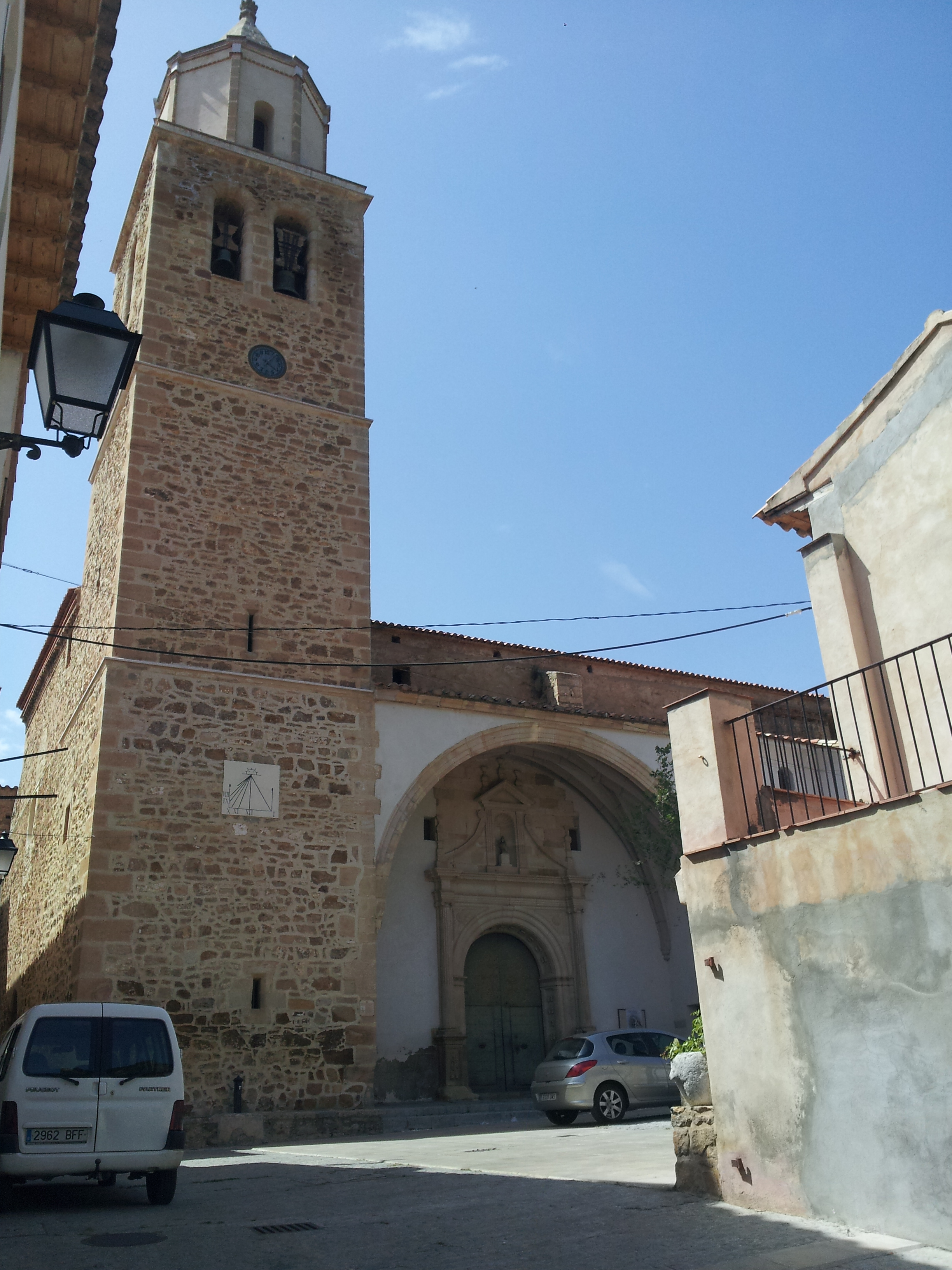
Kirche Mariä Engeln
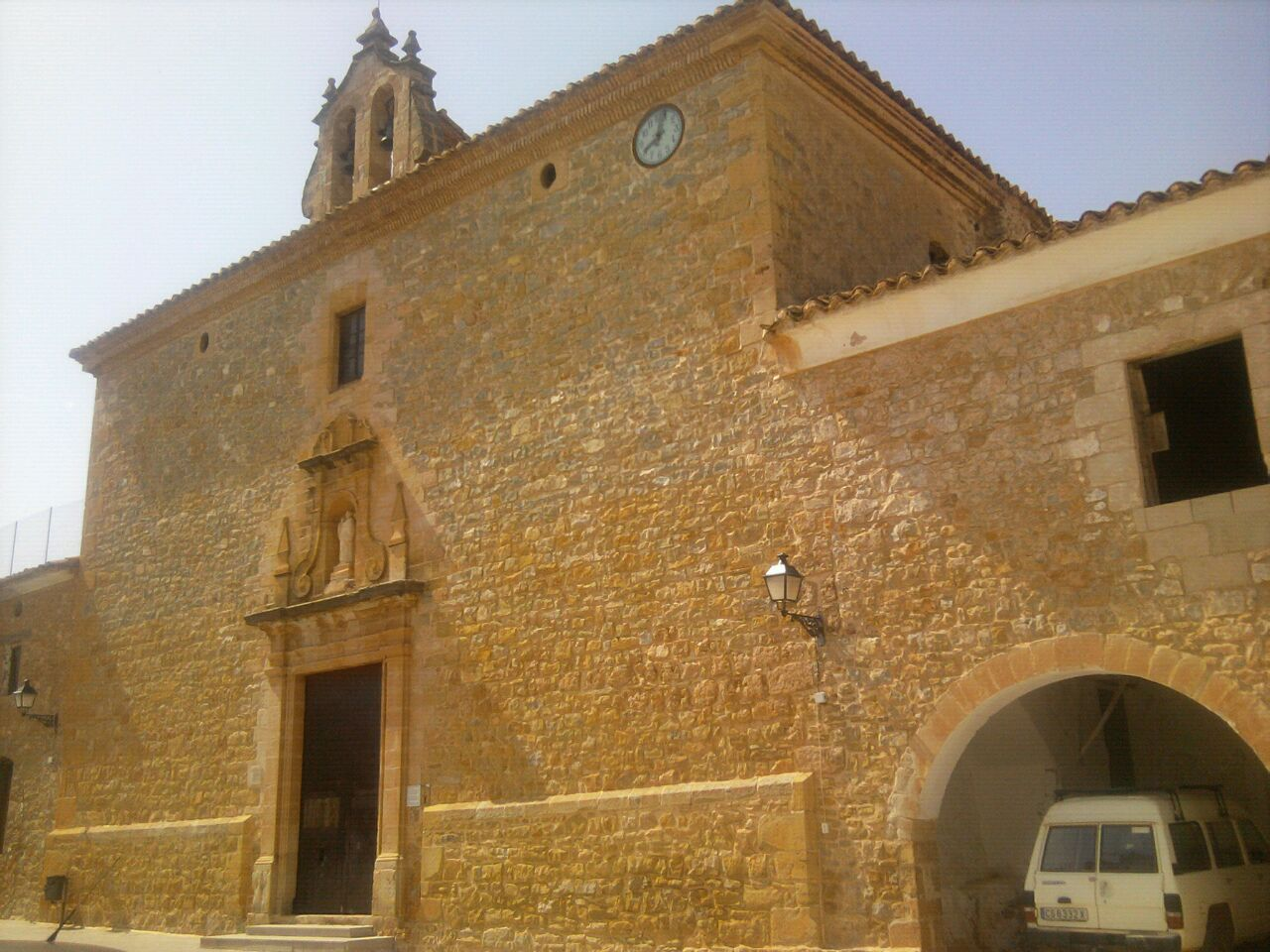
Vinzenzkirche
- Barbarakapelle
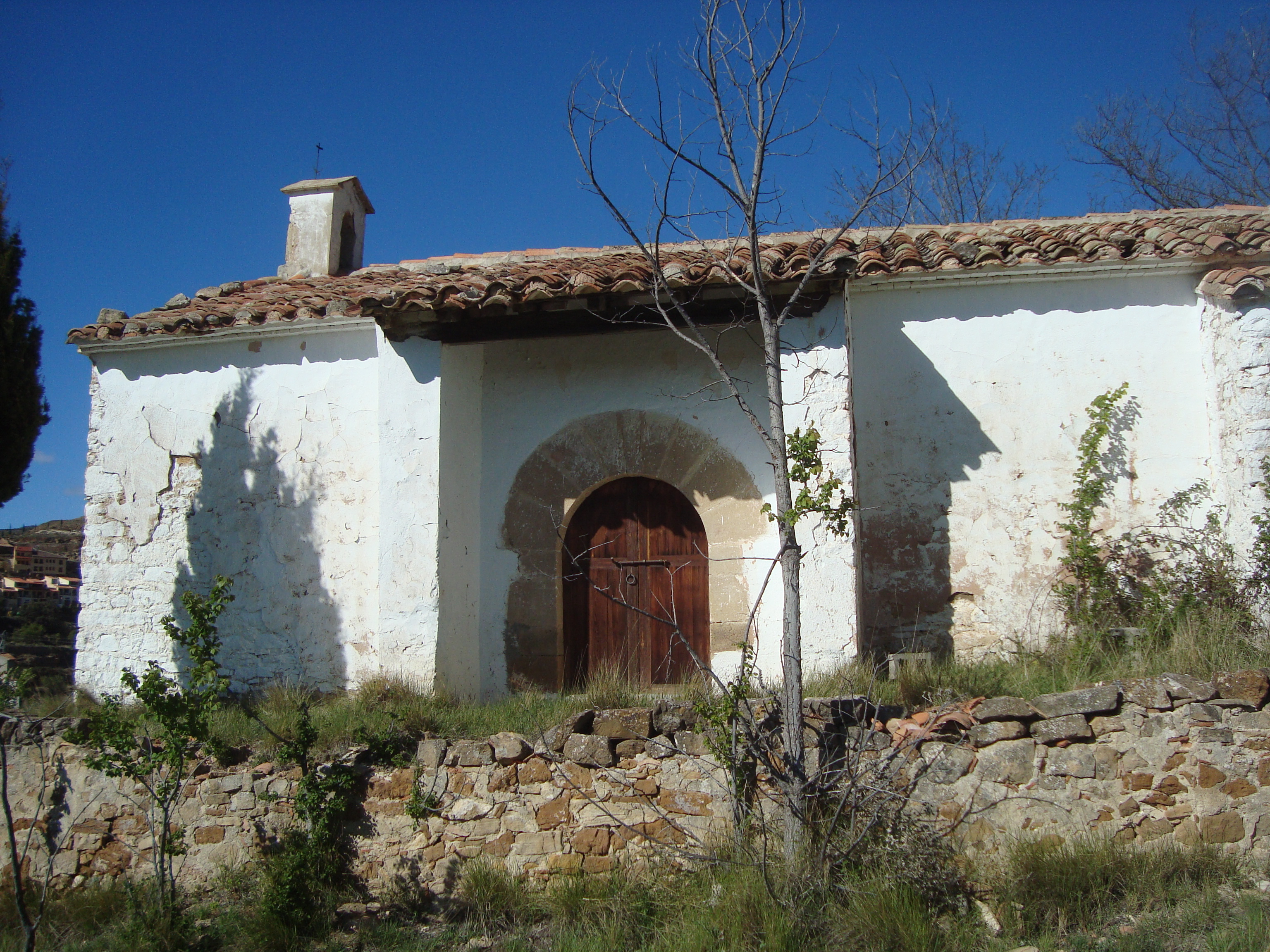
Blasiuskapelle
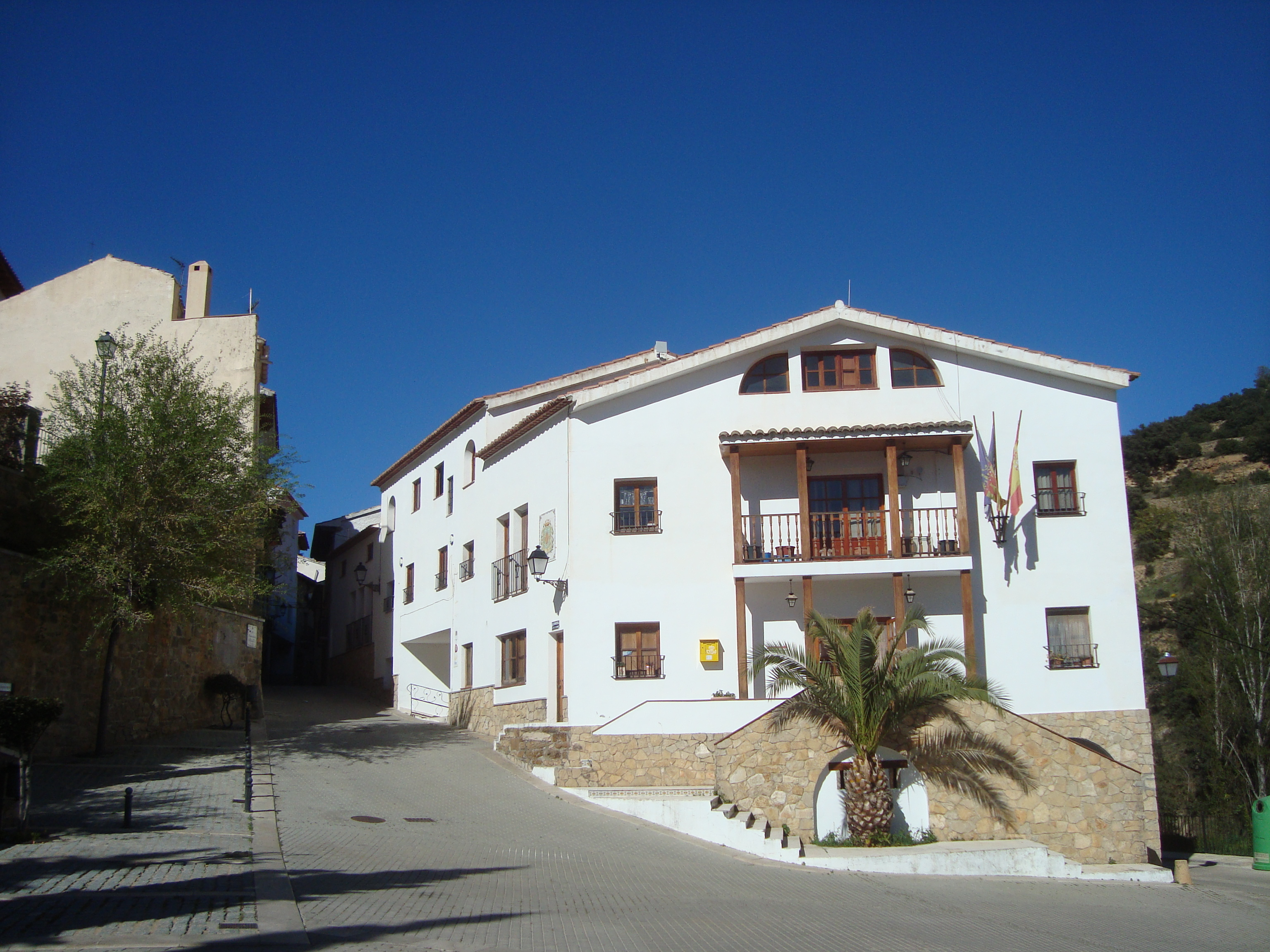
Rathaus

- Kirche Mariä Engeln
- Vinzenzkirche
- Blasiuskapelle
- Rathaus